# 奥斯曼帝国战列舰列表

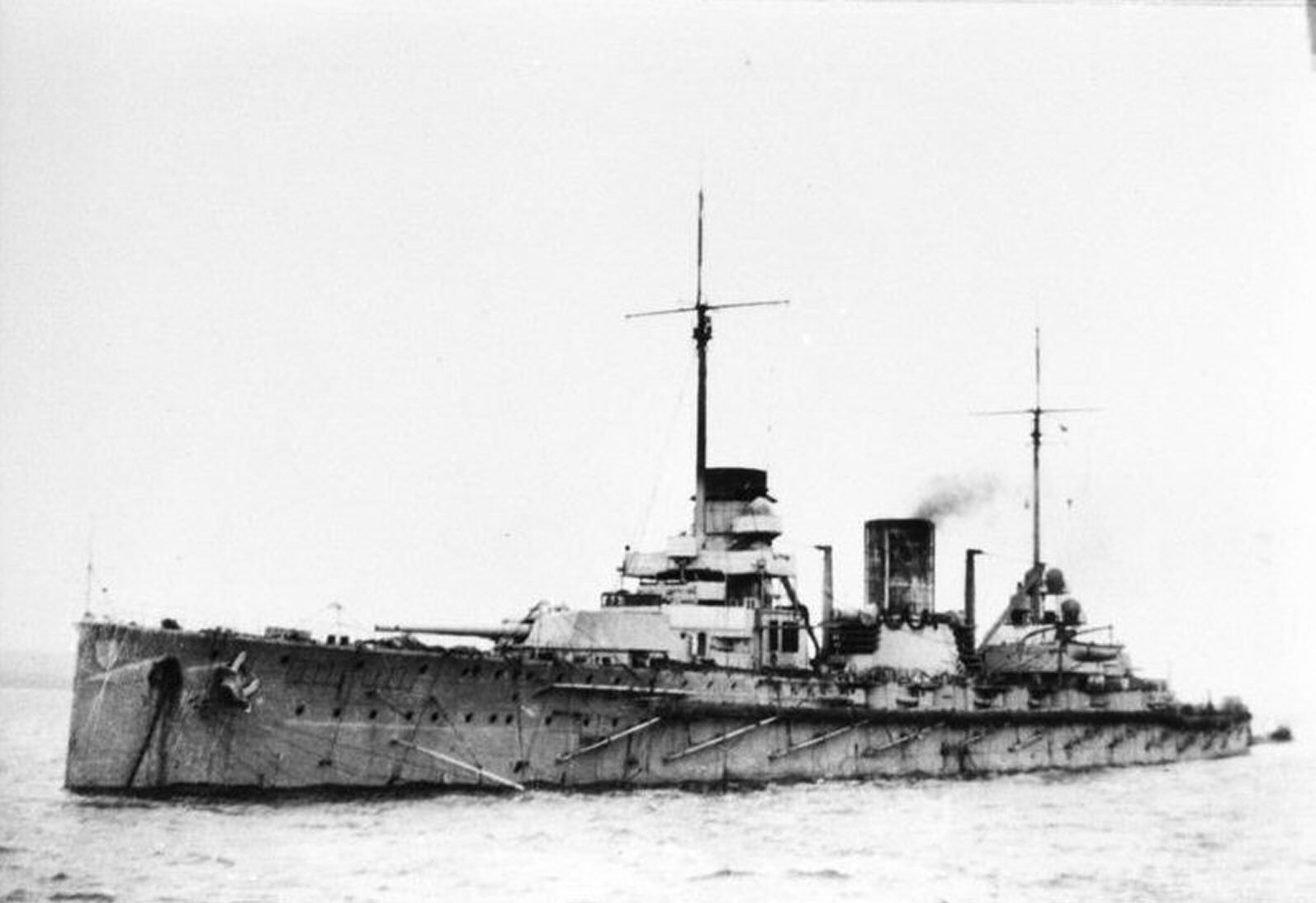
1911年，港口里的“戈本”号，在1914年改名为“严君苏丹塞利姆”号，为奥斯曼帝国海军和之后的土耳其海军服务了半个多世纪。

奥斯曼帝国战列舰列表收录所有奥斯曼帝国海军曾开建、订购或者服役的战列舰。“阿卜杜勒·卡迪尔”号是奥斯曼帝国最早开始建造的一艘战列舰，然而该舰的建造进度十分缓慢，直到1914年又因舰体已经损坏而报废拆解。1910年，德国将两艘勃兰登堡级战列舰卖给了奥斯曼帝国海军，其中一艘被更名为“红胡子海雷丁”号后在第一次世界大战期间被英国海军击沉，另一艘则因速度太慢而一直没有参与各处战事，直到1950年代被拆解。
在德国购舰后，奥斯曼帝国又向英国订购了一批战列舰，其中包括雷沙迪耶级和“苏丹奥斯曼一世”号战列舰。雷沙迪耶级战列舰的计划则展示了奥斯曼帝国的扩军野心。这一计划包括三艘战列舰：“雷沙迪耶”号、“雷萨德-哈米斯”号和“法提赫”号。然而，只有“雷沙迪耶”号完成建造，但在建成后立即被英国扣押，更名为“埃尔林”号。其余两艘舰艇则由于各种原因被取消建造或拆解。“苏丹奥斯曼一世”号原本是为巴西海军建造的，名为“里约热内卢”号，但由于巴西的经济危机，这艘未完工的战列舰被卖给奥斯曼帝国，后被英国扣押并更名为“阿金库尔”号。此举引发了奥斯曼帝国的强烈不满，成为其加入同盟国的重要原因之一。同时期德国将在地中海巡弋的“戈本”号战列巡洋舰转交给了奥斯曼帝国，这艘舰在更名为“严君塞利姆苏丹”号后，经历了多次修复和升级，最终在1973年被拆解。

## 历史
1908年青年土耳其党人革命后，控制奥斯曼帝国的联合进步委员会开始起草计划以升级强化奥斯曼海军。在1910年的奥斯曼海军阅兵式上，舰队的糟糕状况清晰可见。建造“阿卜杜勒·卡迪尔”号等奥斯曼建造战列舰的尝试以失败告终，因此奥斯曼海军基金会的建立旨在通过公众捐赠购买新船只，而不是让它们在当地建造。尽管做出了这些努力，舰队仍然处于一个糟糕的状态。在1913年的第一次巴尔干战争中，奥斯曼帝国海军在埃利战役和利姆诺斯战役中被希腊海军击败。
随着巴尔干战争的结束，在希腊和奥斯曼帝国之间的巴尔干地区开始了一场海军竞赛。为了更新舰队，奥斯曼海军基金会购买了更大的战列舰，如“苏丹奥斯曼一世”号，并订购了三艘计划中的雷沙迪耶级战列舰，包括购买一艘已经建造的雷沙迪耶级战列舰。英国在第一次世界大战爆发时没收了这些船只，但只有两艘即将竣工，即“苏丹奥斯曼一世”号和“雷沙迪耶”号。在没收之后，“苏丹奥斯曼一世”号被重新命名为“阿金科特”号（HMS Agincourt），而“雷沙迪耶”号被重新命名为“埃尔林”号（HMS Erin）号。皇家海军没收这些战列舰激怒了奥斯曼帝国人民，因为来自民众的捐款是这些战列舰建造资金的最重要来源。1914年，德意志帝国利用这一形势，将战列巡洋舰“戈本”号和轻型巡洋舰“布雷斯劳”号派往奥斯曼帝国首都君士坦丁堡，并将其移交给奥斯曼帝国海军。这两艘船分别以“严君苏丹塞利姆”号（Yavûz Sultan Selîm）和“米迪利”号（Midilli）的名字开始服役。英国扣押这些船只以及将德国船只移交给奥斯曼海军，极大地促使奥斯曼帝国在几个月后决定站在德国和中央列强一边参加第一次世界大战。
在第一次世界大战期间，许多奥斯曼帝国的战舰几乎没有采取任何行动。由于许多人的状况很差，他们只能在战争的大部分时间里呆在停泊处。在战争开始时奥斯曼帝国合法拥有的所有战列舰中，有一半在战争初期被英国拆毁或没收。1914年，“阿卜杜勒·卡迪尔”号被报废，“红胡子海雷丁”号在1915年沉没。“图尔古特提督”号在冲突中幸存下来，并在20世纪50年代被废弃。在计划中的三艘雷沙迪耶级船只中，只有一艘“雷沙迪耶”号建造完毕，其余的在战前被取消。“雷沙迪耶”号是1914年8月被英国扣押的船只之一。1913年从巴西购得的“苏丹奥斯曼一世”号也于1914年8月被英国没收。奥斯曼帝国海军的最后一艘战舰“严君苏丹塞利姆”号，在战争中幸存下来，并于1973年报废。
| 主炮   | 主炮的数量和类型                                     |
| 排水量 | 战斗状态下满载排水量                                 |
| 推进器 | 传动轴的数量，推进系统的类型、可提供的最高航速和功率 |
| 服役   | 舰只开建和结束建造的日期以及其最终结局               |
| 开建   | 开始安放龙骨的日期                                   |
| 下水   | 舰只下水的日期                                       |
| 完工   | 舰只完成建造、交付使用的日期                         |
| 结局   | 舰只最终结局（例如沉没、拆解）                       |

## 各舰概况

### “阿卜杜勒·卡迪尔”号

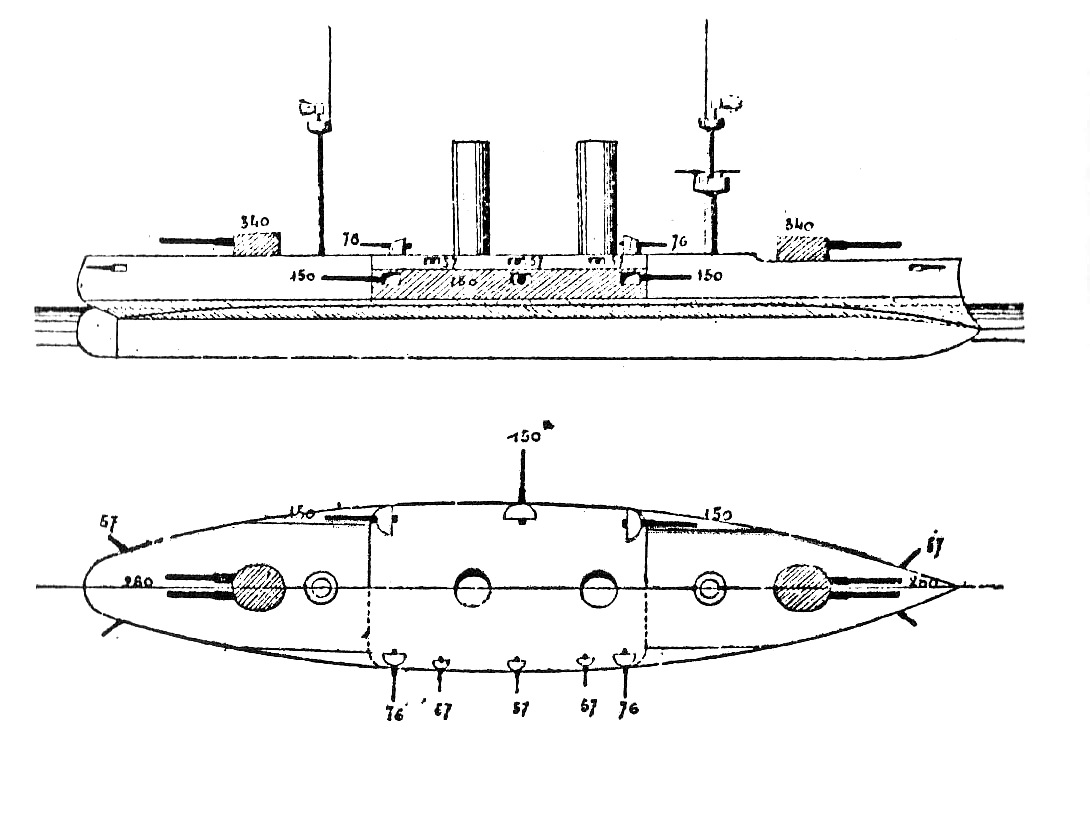
“阿卜杜勒·卡迪尔”号设计图

“阿卜杜勒·卡迪尔”号是奥斯曼帝国最早开始建造的前无畏舰。1892年，奥斯曼帝国海军开始小规模扩张时，该舰开始建造。这艘战舰是奥斯曼帝国小规模海军扩展计划的一部分，旨在增强其海上防御能力。然而，从一开始，该舰的建造进度就极为缓慢。虽然船体框架在建造初期得以完成，但由于资金短缺、技术问题和政治动荡等原因，建造工作几乎停滞不前。
到1900年代初，“阿卜杜勒·卡迪尔”号的建造进度依然缓慢，唯一显著的进展是为其船体安装了部分装甲板。然而，这一进展并未能改变其建造停滞的状态。1904年，奥斯曼帝国政府曾计划恢复这艘战列舰的建造，但此时发现，由于长期停工，船体龙骨块已经发生位移，导致船体变形。这种变形使得继续建造变得不可能，最终决定放弃这艘战列舰。
“阿卜杜勒·卡迪尔”号的命运在1914年最终尘埃落定。随着第一次世界大战的爆发，奥斯曼帝国政府决定将这艘未完成的战列舰在船台上拆解。这个决定标志着这艘战舰从未真正服役于奥斯曼帝国海军。尽管“阿卜杜勒·卡迪尔”号从未下水，但其建造历程反映了奥斯曼帝国在现代化过程中所面临的诸多挑战，包括技术和工业基础薄弱、经济困境以及政治不稳定。
| 舰名                               | 主炮            | 排水量                 | 推进器                              | 服役   | 服役 | 服役 | 服役             |
| 舰名                               | 主炮            | 排水量                 | 推进器                              | 开建   | 下水 | 完工 | 结局             |
| ---------------------------------- | --------------- | ---------------------- | ----------------------------------- | ------ | ---- | ---- | ---------------- |
| “阿卜杜勒·卡迪尔”号 （土耳其語：Abdül Kadir） | 4门11英寸（28） | 8,100公噸（8,000長噸） | 2轴，18節（33每小時；21英里每小時） | 1892年 | —    | —    | 1914年下水前报废 |

### “红胡子海雷丁”号和“图尔古特提督”号

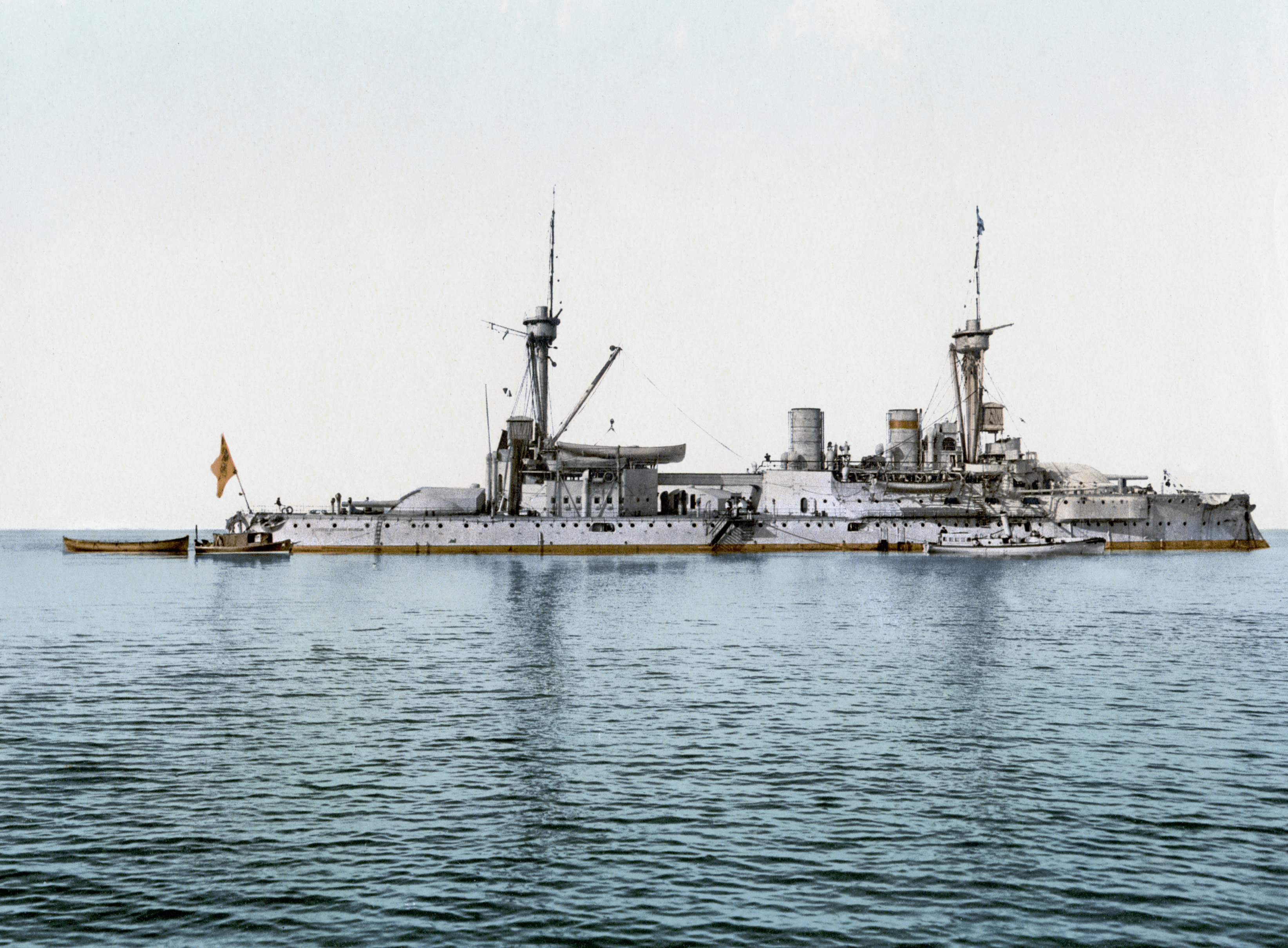
“腓特烈·威廉选帝侯”号在被卖给奥斯曼帝国之前

奥斯曼帝国的“红胡子海雷丁”号和“图尔古特提督”号战列舰最初分别命名为“腓特烈·威廉选帝侯”号和“魏森堡”号。两舰同属于德国的勃兰登堡级战列舰，是为德国海军建造的首批远洋战列舰。在同舰级中，“腓特烈·威廉选帝侯”号和“魏森堡”号的装甲更先进，因为它们的装甲是由优质钢材制成的。
1910年，“腓特烈·威廉选帝侯”号和“魏森堡”号被卖给奥斯曼帝国海军，并分别改名为“红胡子海雷丁”号和“图尔古特提督”号。这两艘战列舰在意土战争中几乎没有参加什么行动，主要用于防守意大利海军对达达尼尔海峡的攻击。然而在巴尔干战争期间，“红胡子海雷丁”号和“图尔古特提督”号曾在1912年12月和1913年1月两次试图突破希腊对达达尼尔海峡的海上封锁，但均告失败。因此两舰为奥斯曼帝国在色雷斯的地面部队提供炮火支援。1915年8月8日，在第一次世界大战期间，“红胡子海雷丁”号在达达尼尔海峡附近被英国潜艇“E11”号以鱼雷击沉，造成重大人员伤亡。在第一次世界大战期间，“图尔古特提督”号因航速太慢而基本处于不活跃状态。1924年，“图尔古特提督”号被改作训练舰，最终在1956到1957年间被拆解。
| 舰名                            | 主炮            | 排水量                   | 推进器                                                    | 服役      | 服役           | 服役           | 服役                                             |
| 舰名                            | 主炮            | 排水量                   | 推进器                                                    | 开建      | 下水           | 完工           | 结局                                             |
| ------------------------------- | --------------- | ------------------------ | --------------------------------------------------------- | --------- | -------------- | -------------- | ------------------------------------------------ |
| “红胡子海雷丁”号 （土耳其語：Barbaros Hayreddin） | 6门28（11英寸） | 10,670公噸（10,500長噸） | 2具螺旋桨，三胀引擎，16.5節（30.6每小時；19.0英里每小時） | 1890年5月 | 1891年6月30日  | 1894年4月29日  | 1910年9月12日移交给奥斯曼帝国，1915年8月8日沉没  |
| “图尔古特提督”号 （土耳其語：Turgut Reis） | 6门28（11英寸） | 10,670公噸（10,500長噸） | 2具螺旋桨，三胀引擎，16.5節（30.6每小時；19.0英里每小時） | 1890年5月 | 1891年12月14日 | 1894年10月14日 | 1910年9月12日移交给奥斯曼帝国，于1956-1957年废弃 |

### 雷沙迪耶级

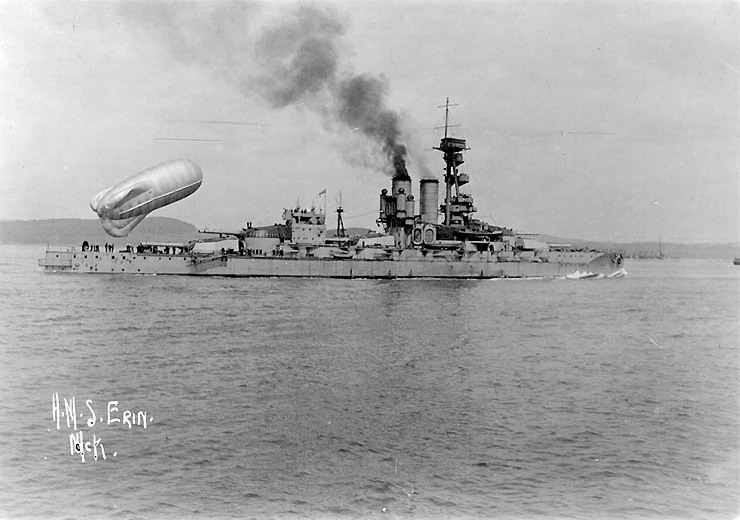
“埃尔林”号

在购买了德国的“腓特烈·威廉选帝侯”号和“魏森堡”号战列舰之后，奥斯曼海军起草了一个新的战列舰级别的计划，称为雷沙迪耶级。这个舰级本应包含三艘舰，包括“雷沙迪耶”号、“雷沙迪·哈米斯”号和“法提赫”号。但在计划建造的三艘战列舰中，只有一艘最终完工。 然而当第一次世界大战爆发时，由于担心被用来加强同盟国的战力，还在英国建造中的“雷沙迪耶”号被皇家海军征用并更名为“埃尔林”号。由于大部分建造资金来自公众捐款，且舰员都已经组建完毕，英国的这次扣押行动引起了奥斯曼人民的不满。英国皇家海军的这一行动也是第一次世界大战中奥斯曼帝国站在同盟国一边的重要影响因素。1912年，雷沙迪耶级的第二舰“雷沙迪·哈米斯”号被取消建造并在船台上拆解。1914年，美国战列舰“爱达荷”号被移交给了希腊海军，为此奥斯曼帝国海军订购了第三艘舰“法蒂赫”号，预计将于1917年完工。这艘军舰比“雷沙迪·哈米斯”号和“雷沙迪耶”号稍大一些。但是这艘舰于1914年在船台上被拆解。
在第一次世界大战期间，英国皇家海军“埃尔林”号被分配到大舰队第2战列舰中队第一师。 在第二战列舰中队服役期间，该舰参加了日德兰海战。 战争结束后，“埃尔林”号在1919年成为诺尔预备役的旗舰，并在1922年根据《华盛顿海军条约》被拆解。
| 舰名                                  | 主炮               | 排水量                   | 推进器                                          | 服役         | 服役         | 服役      | 服役                                            |
| 舰名                                  | 主炮               | 排水量                   | 推进器                                          | 开建         | 下水         | 完工      | 结局                                            |
| ------------------------------------- | ------------------ | ------------------------ | ----------------------------------------------- | ------------ | ------------ | --------- | ----------------------------------------------- |
| “雷沙迪耶”号 （Reşadiye）             | 10门13.5英寸（34） | 27,900公噸（27,500長噸） | 4台帕森斯汽轮机，21節（39每小時；24英里每小時） | 1911年8月1日 | 1913年9月3日 | 1914年8月 | 1914年8月被皇家海军缴获，后来于1922年在英国报废 |
| “雷沙迪·哈米斯”号 （Reshad-I-Hamiss） | 10门13.5英寸（34） | 27,900公噸（27,500長噸） | 4台帕森斯汽轮机，21節（39每小時；24英里每小時） | —            | —            | —         | 1912年在船台上报废                              |
| “法提赫”号 （Fatih）                  | 10门13.5英寸（34） | 未知                     | 4台帕森斯汽轮机，21節（39每小時；24英里每小時） | —            | —            | —         | 1914年在船台上报废                              |

### “苏丹奥斯曼一世”号

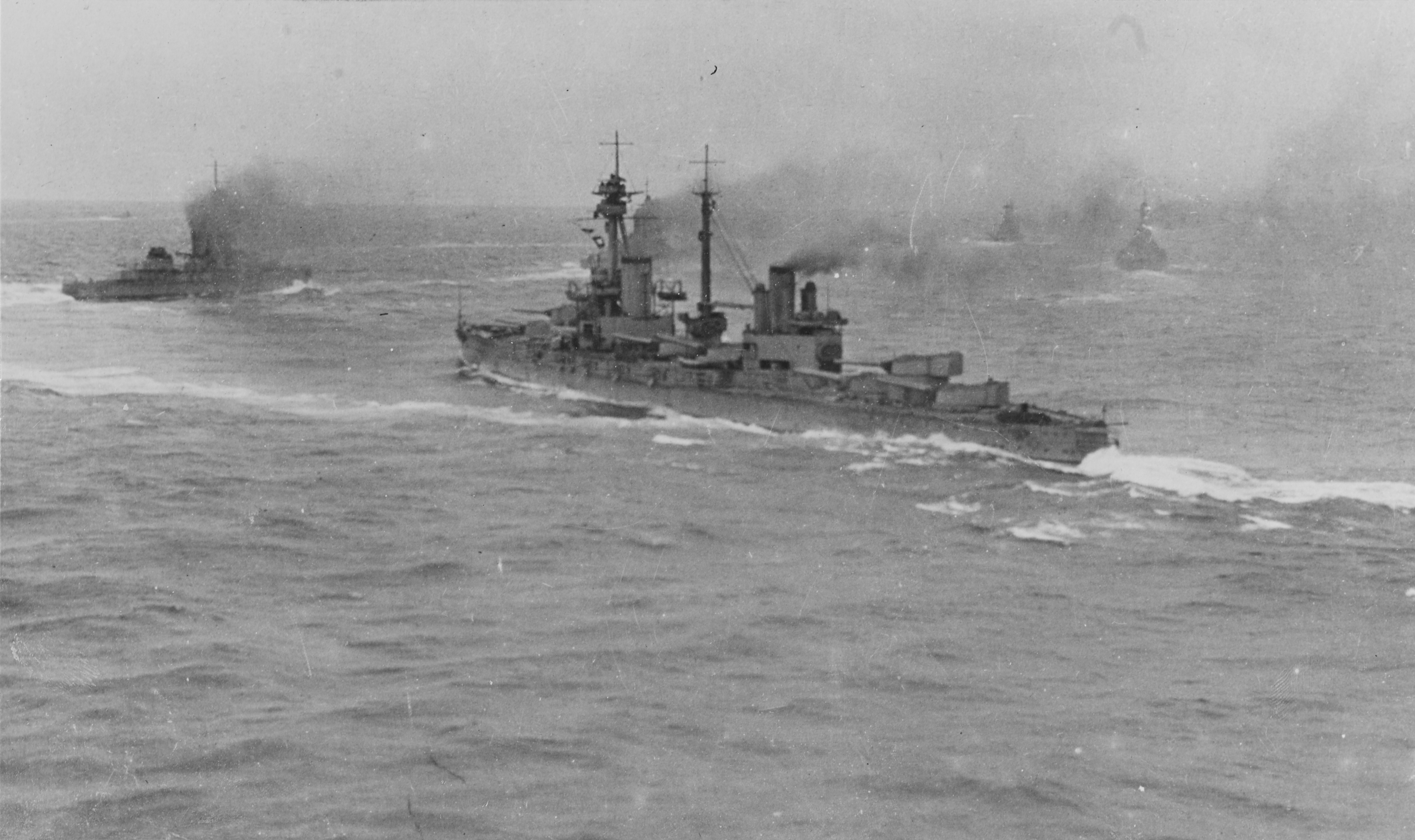
“阿金库尔”号跟随着“埃尔林”号

“苏丹奥斯曼一世”号在其服役生涯中经历了三个名字，法律上属于三个不同的海军。最初，这艘军舰是为巴西海军建造的，命名为“里约热内卢”号（Rio de Janeiro），于1911年9月14日在泰恩河畔纽卡斯尔由阿姆斯特朗·惠特沃斯公司铺设龙骨。经过一年多的建造，舰体于1913年1月22日下水。由于巴西的经济危机，这艘未完工的战列舰于1913年12月28日被卖给奥斯曼帝国海军，并重新命名为“苏丹奥斯曼一世”号。在1914年8月完成海试时，正值第一次世界大战爆发。当战争开始时，该舰仍在英国手中。当奥斯曼帝国负责接收该舰的船员来到英国时，英国政府因担心该舰会在战争中被用来对抗英国而扣押了这艘战舰。这一举动激怒了奥斯曼帝国人民，是促使土耳其民众反对英国的主要因素之一，这也反过来推动了奥斯曼帝国与同盟国结盟。该舰在英国掌控下被改名为“阿金库尔”号。在英国皇家海军服役至战争结束，并于1924年退役并拆解。
| 舰名                              | 主炮             | 排水量                   | 推进器                                                                           | 服役          | 服役          | 服役         | 服役                                                        |
| 舰名                              | 主炮             | 排水量                   | 推进器                                                                           | 开建          | 下水          | 完工         | 结局                                                        |
| --------------------------------- | ---------------- | ------------------------ | -------------------------------------------------------------------------------- | ------------- | ------------- | ------------ | ----------------------------------------------------------- |
| “苏丹奥斯曼一世”号  | 14门12英寸（30） | 27,500公噸（27,100長噸） | 4台帕森斯蒸汽轮机，22台巴布柯克-威爾科斯水管锅炉，22節（41每小時；25英里每小時） | 1911年9月14日 | 1913年1月22日 | 1914年8月7日 | 1914年8月被皇家海军扣押，随后更名为“阿金库尔”号；1924年报废 |

### “严君塞利姆苏丹”号

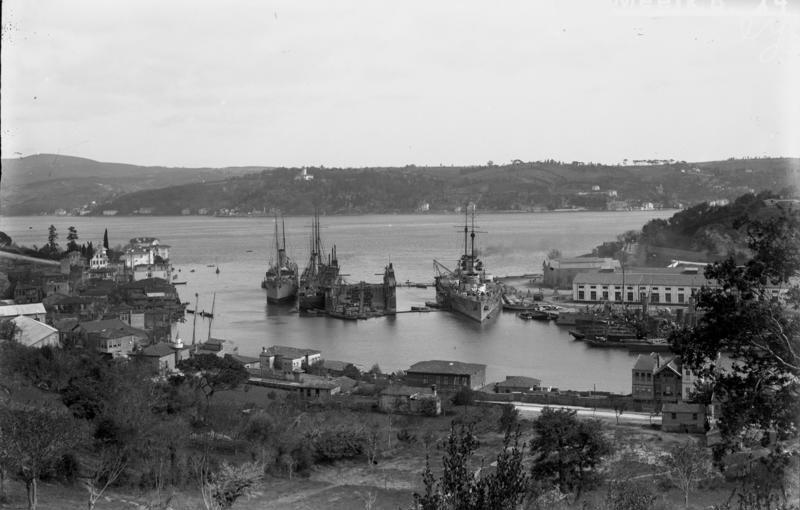
抵达博斯普鲁斯海峡后的“戈本”号

“戈本”号原本是一艘德国的毛奇级战列巡洋舰。“戈本”号及其姊妹舰“毛奇”号分别于1909年和1908年开始建造。在移籍到奥斯曼帝国海军之前，“戈本”号被派往地中海，作为德国海军新设立的地中海支队的旗舰。1914年第一次世界大战爆发时，“戈本”号与轻巡洋舰“布雷斯劳”号在地中海海域试图躲避英国舰队的追击。在奥匈帝国海军的协助下，这两艘舰最终成功抵达君士坦丁堡，并于8月11日进入博斯普鲁斯海峡。随后两舰被移交给奥斯曼帝国海军。移交奥斯曼帝国后，“戈本”号被重新命名为“严君塞利姆苏丹”号。继英国扣押奥斯曼帝国军舰，德国将“戈本”号等军舰转移给奥斯曼帝国后，奥斯曼帝国赢得了加入同盟国阵营的公众支持。“严君塞利姆苏丹”号主要在黑海对抗驻扎在塞瓦斯托波尔的俄罗斯黑海舰队。1918年，“严君塞利姆苏丹”号在达达尼尔海峡外袭击了英国军队，在战斗中该舰被三发水雷击中。在遭到英国轰炸机攻击后，该舰设法自行搁浅，并在三天后被拖回港口修理。该战列舰在1927年至1930年间进行了一系列修理和升级。1936年，其名字正式缩短为“严君”号。这艘战列巡洋舰在第二次世界大战期间继续在土耳其海军服役，并于1941年加装了防空炮。“严君”号于1950年12月20日退出现役，并于1954年11月14日从海军名册中除名。1973年，“严君”号被卖作废品拆解。
| 舰名                              | 主炮              | 排水量                   | 推进器                                                  | 服役          | 服役          | 服役         | 服役                                    |
| 舰名                              | 主炮              | 排水量                   | 推进器                                                  | 开建          | 下水          | 完工         | 结局                                    |
| --------------------------------- | ----------------- | ------------------------ | ------------------------------------------------------- | ------------- | ------------- | ------------ | --------------------------------------- |
| “严君塞利姆苏丹”号 （土耳其語：Yavûz Sultân Selîm） | 10门280（11英寸） | 25,400公噸（25,000長噸） | 4具螺旋桨，帕森斯汽轮机，28節（52每小時；32英里每小時） | 1909年8月28日 | 1911年3月28日 | 1912年7月2日 | 1914年8月16日转入奥斯曼海军，1973年报废 |

## 脚注

### 引文
1. ↑  Langensiepen, Güleryüz & Cooper (1995)，第14頁.
2. 1 2 3 4 5 6 7 8 9 10  Gardiner (1979)，第309頁.
3. 1 2  Hall (2000)，第64–65頁.
4. ↑  布鲁斯·泰勒（2021年），第XV页
5. 1 2 3 4 5  章骞（2014年），第130页
6. ↑  江泓 (2015a)，第181頁.
7. 1 2 3  Johnston (2000)，第76頁.
8. 1 2 3 4 5 6 7 8 9 10 11 12 13 14 15 16 17 18 19  Hore（2006年），第145页
9. ↑  Hough (1967)，第143–144頁.
10. 1 2  布鲁斯·泰勒（2021年），第220页
11. 1 2 3 4 5 6  Gardiner & Gray (1985)，第390頁.
12. ↑  章骞（2014年），第356页
13. ↑  王佐榮 (2021)，第16頁.
14. 1 2  Hough (1967)，第121, 143–144頁.
15. 1 2  Staff (2006)，第20頁.
16. 1 2  Gröner (1990)，第55頁.
17. ↑  Gröner (1990)，第ix頁.
18. ↑  Herwig（1980年），第25页
19. ↑  Langensiepen, Güleryüz & Cooper (1995)，第15頁.
20. ↑  Erickson (2003)，第264頁.
21. ↑  Halpern（1995年），第119页
22. 1 2 3 4 5 6  Gröner (1990)，第13頁.
23. 1 2 3 4  Gardiner, Chesneau & Kolesnik (1979)，第247頁.
24. 1 2  Gröner (1990)，第14頁.
25. 1 2  Langensiepen, Güleryüz & Cooper (1995)，第17頁.
26. ↑  Gardiner & Gray (1985)，第144頁.
27. ↑  Gardiner & Gray (1985)，第79頁.
28. ↑  Hough (1967)，第75頁.
29. ↑  Langensiepen, Güleryüz & Cooper (1995)，第17–18頁.
30. ↑  Burt (1986)，第250頁.
31. ↑  Gardiner & Gray (1985)，第37頁.
32. 1 2  Sondhaus (2001)，第220頁.
33. ↑  Burt (1986)，第245, 250頁.
34. 1 2 3  Burt (1986)，第245頁.
35. ↑  Langensiepen, Güleryüz & Cooper (1995)，第28頁.
36. 1 2 3  Hore (2006)，第72頁.
37. 1 2 3  Gröner (1990)，第54頁.
38. 1 2 3  Staff (2006)，第12頁.

## 期刊来源
- Brice, Martin H. . Warship International (Toldedo, OH: Naval Records Club). 1969, VI (4): 272–79.